# 池江璃花子
池江 璃花子（いけえ りかこ、2000年〈平成12年〉7月4日 - ）は、東京都江戸川区出身の競泳選手。専門は自由形とバタフライ。2018年8月28日現在、身長171cm、リーチは186cm、足のサイズは26.5cm。横浜ゴム・ルネサンス所属。マネジメント契約先は電通の完全子会社である株式会社ジエブ。2019年7月30日現在、個人種目11個とリレー種目5個、計16種目の日本記録を保持している。

## 経歴

### 幼少期
- 2000年7月4日、自宅の風呂場で水中出産[※ 3]により誕生した[4]。生後2ヶ月頃から母親が運営する幼児教室に通い超早期教育を受ける[10][11]。
- 幼児教室の講師を務める母親が、脳の発達に雲梯が良いと本で読んだことから、生まれてすぐに雲梯に取り組んだ。生後6か月で母親の親指を握ってぶら下がり、1歳6か月の時には鉄棒の逆上がりをこなしたと言う[12]。
- 水泳は兄姉の影響で3歳10ヶ月から始め、5歳の時には、自由形・平泳ぎ・背泳ぎ・バタフライの4泳法すべてで50mを泳げるようになった[13]。

### 小学時代
- 2007年4月、江戸川区立西小岩小学校に入学。東京ドルフィンクラブ江戸川スイミングスクールで3歳から中学1年まで練習に励んだ。小学6年時に記録した100mバタフライの「1′02″3」は、1973年創立の同スクールの「大人も含めた最速記録」で、いまだに破られていない[14][15]。
- 小学3年頃から全国レベルの大会に出場するようになる。2010年のJOC春季ジュニアオリンピックカップ（以下JOC春季大会）では、50mバタフライ（10歳以下区分）で決勝進出者中ただ一人の小学3年生（他はすべて4年生）ながら3位に輝いた。
- また、中学入学直前に出場した2013年のJOC春季大会の50m自由形（11～12歳区分）で優勝し、本人初めての全国優勝を達成した[16]。

### 中学時代
- 2013年4月、江戸川区立小岩第四中学校に入学。
- 6月、より高いレベルの練習環境を求めてルネサンス亀戸へ移籍した[17]。
- 8月の全国中学校水泳競技大会の50m自由形で2位。続くJOC夏季大会（13～14歳区分）では、50m自由形と100mバタフライで3位に入った。
- 2014年3月のJOC春季大会（13～14歳区分）では、50mおよび100m自由形で短水路中学記録を更新して優勝。50mバタフライでも優勝を飾った[18]。
- 2014年4月、第90回日本選手権の50m、100m自由形、50mバタフライに出場。全ての種目で中学生としてただ一人決勝に進んだ（他の決勝進出者は全員大学生以上）。特に50m自由形では4位に入り、6月のジャパンオープンの同種目においても4位となった。
- 8月の第54回全国中学校水泳競技大会50m自由形では、源純夏が1994年に樹立した当時最古の中学記録を、実に20年ぶりに0秒02更新する25秒60で優勝を飾った[19]。100m自由形では同じルネサンス系クラブ所属で1学年上の持田早智に次ぐ2位。その後出場した国際大会のジュニアパンパシフィック選手権では、50m自由形、100m自由形で中学記録を更新し、100mバタフライで3位に入った[5]。
- 10月のワールドカップ2014東京大会の50m、100m、200m自由形の3種目全てで短水路中学新記録を樹立するなど、次々と各種の短水路や長水路の大会で中学記録を更新した。
- 2015年1月に開催された東京都選手権の100mバタフライでは、世界選手権の派遣標準記録に0秒23と迫る58秒27で優勝して、ロンドン五輪200mバタフライ銅メダリストの星奈津美に勝利した[5][20]。
- 2015年4月、第91回日本選手権に出場。世界選手権の代表入りを狙った得意種目の100mバタフライで20位に終わり予選落ちするも、その後の50m自由形で25秒28、100m自由形で54秒76、200m自由形では1分58秒77の中学新記録でそれぞれ3位に入賞。さらに50mバタフライの予選で26秒41の中学記録を樹立するとそのまま決勝も制し、青山綾里（1996年に100mバタフライで優勝）以来19年ぶりとなる中学生全日本チャンピオンとなった。また200m自由形で3位に入ったことで、世界選手権のリレー選手に選出され、2001年に100mバタフライで世界選手権代表となった春口沙緒里以来14年ぶりに中学生で日本代表入りを果たした[21][22][23]。
- 5月のジャパンオープンでは200m自由形で日本歴代2位となる1分58秒01で2位に入ると、50mバタフライでは26秒35の中学記録で優勝[24][25]。これらの活躍が認められ、世界選手権ではリレーのみならず、個人種目の50mバタフライにも出場することが決まった[26]。
- 8月の世界選手権、池江を第2泳者に据えた日本チームは400mフリーリレーで9位、800mフリーリレーでは7位となり、12位までに与えられるリオ五輪の出場権を獲得した。男女混合400mリレーは予選10位、個人種目の50mバタフライは26秒66の予選19位となり決勝進出を逃した[27][28][29][30]。
- 続く第55回全国中学校水泳競技大会では100mバタフライと200m自由形をそれぞれ大会新記録で制した[31]。
- さらにシンガポールで開催された第5回世界ジュニアでは、50mバタフライと100mバタフライで優勝、50m自由形で2位、100m自由形で4位、400mメドレーリレーで3位、400mフリーリレーでは4位になった[32][33]。
- 9月の国体では50m自由形で日本記録に0秒03と迫る24秒99、100m自由形で54秒38の中学新記録でそれぞれ優勝し、アンカーをつとめた400mフリーリレーと400mメドレーリレーでも東京都の優勝に大きく貢献した[34][35]。
- 10月のワールドカップ東京大会では、最初の200m自由形こそ予選9位で決勝進出を逃したが、100mバタフライで加藤ゆかの日本記録を0秒21更新する57秒56の日本新記録で優勝したのを皮切りに、50m自由形は3位、100m自由形は54秒14の中学新記録で優勝、50mバタフライは26秒17の世界ジュニア記録で優勝と、得意の4種目で表彰台に上がった。この際「今まで以上にスピードを出せて勝つことができた」「（100m自由形は）国体でベストを出したばかりなのにまた出せた。まだまだ出ると思う」と自らの成長に自信と手応えをのぞかせた[36][37][38]。
- 2016年1月の東京都選手権では、100m自由形で上田春佳の日本記録を0秒01上回る53秒99で優勝し、日本女子として初めて54秒台の壁を超えた[39]。
- 2月のコナミ・オープンでは50m自由形で内田美希の記録を0秒21上回る24秒74の日本新記録で優勝。これにより3種目の日本記録保持者となった。さらに同大会では、100mと200mの自由形も制した[40][41]。

### 高校時代

#### 高校1年
- 2016年4月、淑徳巣鴨高等学校に入学するも、初登校する間もなくリオ五輪代表選考会を兼ねた第92回日本選手権に挑むことになる[42]。池江は4種目にエントリーし、リレーを含めた7種目での代表入りを狙った。大会を通じて、高校新7回、日本新1回、WJ新1回の活躍で、計4種目の代表権を獲得。さらにその後の5月から6月にかけて参加した大会での活躍と将来性が認められ、日本競泳史上初めて7種目での五輪派遣が決定した（→リオ五輪代表選考）。
- 5月のジャパンオープン、100m自由形でオーストラリアの強豪キャンベル姉妹と対決。前年の世界選手権銅メダリストで後に世界記録を樹立する姉ケイト・キャンベルには1秒半以上遅れたものの、世界選手権チャンピオンである妹のブロンテ・キャンベルに競り勝ち53秒98の高校記録を樹立、キャンベル姉妹がオープン参加だったため優勝者となった[43]。また50mバタフライは世界ジュニア新記録となる26秒05で、100mバタフライは57秒57でそれぞれ優勝を飾った。200m自由形は五十嵐千尋に次ぐ2位だった[44][45]。
- 6月、欧州ツアー帰国からわずか3日後の東京都高校選手権、疲労と時差ボケが残る中、全日本選手権で内田美希に0秒11更新された100m自由形の日本記録を再び0秒19更新する53秒69の日本新記録で優勝[46][47]。代表選考に直接は関係ないものの日本選手権では届かなかった五輪派遣標準記録も0秒12上回った。
- 7月、五輪前最後の公式戦として三重県選手権にオープン参加で出場すると、50mバタフライで加藤ゆかの持つ従来の日本記録を0秒45と大幅に更新、25秒50の日本新記録を樹立した。これにより4種目の日本記録保持者となった[48]。
- 8月のインターハイは、池江、長谷川涼香、今井月、持田早智ら高校生五輪代表の「リオ五輪直後の大会」という事もあり立ち見が出るほど注目が集まった[49]。池江はブラジルから帰国後、羽田空港から直接開催地の広島に向かうという強行軍の中[50]、50m自由形と100m自由形で大会新を樹立し優勝、日本記録保持者の貫禄を見せつけた[51]。大会3日目の400mメドレーリレーは、池江、長谷川の代表2人を擁する淑徳巣鴨高校と、今井を擁する豊川高校の一騎討ちとなり、2泳の今井だけで6秒近いリードを作った豊川が、淑徳巣鴨の3泳長谷川とアンカー池江の猛追を振り切り優勝、淑徳巣鴨は1秒差の準優勝となった[52]。最終日、3泳を務めた800mリレー決勝ではトップと6秒差の6位でバトンを受け取ると、決勝出場者中ただひとり2分を切る1分57秒台の泳ぎで5人をごぼう抜きにし、さらに1秒以上のリードを作った状態でアンカーの長谷川に繋いだ。チームは大会記録を6秒以上更新して優勝を飾った[53]。
- 9月、岩手県で開催された国体に出場。前月だけで計30レースという超過密日程の中、「シーズン最後の大会で日本新を」と挑んだ50m自由形決勝において自らの日本記録を0秒07更新した[54]。
- 10月、東京で行われたワールドカップ2016東京大会（短水路）の100m個人メドレーにおいて、渡部香生子が保持していた従来の記録を1秒以上縮める58秒24の短水路日本新記録を樹立し、5種目の日本記録保持者となった[55]。
- 11月、東京で開催された第10回アジア水泳選手権の100m自由形決勝で自身の日本記録を0秒01更新する53秒68をマークした[56]。同大会では50m自由形、50m、100mバタフライ、及び400mメドレーリレーで優勝し、特に第3泳を務めたメドレーリレーでは引き継ぎながら100mバタフライの日本記録を0秒66上回るタイムで泳ぎ、日本の優勝に大きく貢献した[※ 4]。
- 12月、カナダ・ウィンザーで行われた第13回世界短水路選手権に出場。50m及び100mバタフライで銅メダルを獲得すると同時に、加藤ゆかが保持していた両種目の日本記録も更新して7種目の日本記録保持者となった。

- 2017年1月、東京都水泳選手権の200m自由形決勝において五十嵐千尋の日本記録を0秒85更新し、8種目の日本記録保持者となった[57]。
- 2月18日、コナミ・オープンの50m自由形決勝において、苦手としていたノーブレス[※ 5]を初めて取り入れ、自身の日本記録を0秒19更新する24秒48[※ 6]で優勝した[58]。
- 3月、フランスに遠征し、FFNゴールデンツアーに参戦。200m自由形ではカティンカ・ホッスーを終始リードして勝利するなど、出場した5種目中4種目で優勝を果たした[59]。また50mバタフライ決勝では自由形に続いて自身初めてノーブレス泳法を達成した[60]。
- 3月29日、高校1年最後の競技会となるJOC春季大会に出場。内田美希が保持していた短水路50m自由形の日本記録を0秒17更新する24秒05で泳ぎ、9種目の日本記録保持者となった[61]。

#### 高校2年
- 2017年4月、第93回日本選手権に出場。50m、100m、200m自由形、50m、100mバタフライの5種目にエントリーし、4日間で10レースを泳いだ池江は、ドーピング検査が長引いたことによる睡眠不足や[62]、食事を満足に取れずに体重を3kg落とすほどの過密スケジュールを物ともせず[63]、エントリーした種目すべてで優勝を果たした。自身が持つ日本記録の更新こそならなかったが、100m自由形および50m、100mバタフライの3種目では、2位に1秒以上の大差をつける圧倒的な強さを見せた。これによりそれまで最多だった2002年の萩原智子と2015年の渡部香生子の4冠を上回り、初めて日本選手権で5冠を達成した女子選手となった[64]。

- 8月の第6回世界ジュニア選手権において、50m自由形、50、100mバタフライで優勝。特に50mバタフライでは自身の日本記録を1年1ヶ月ぶりに更新する活躍で大会MVPに輝いた[65]。

#### 高校3年
- 2018年5月23日、東京五輪に向けての新体制として、中学時代から指導を受けて来た村上二美也の元を離れ、元五輪代表の三木二郎を新たなコーチとすることを発表。それに伴い所属もそれまでの「ルネサンス亀戸」から単に「ルネサンス」へと変更された[66]。小嶋美紅、酒井夏海と共に400mメドレーリレー高校記録を樹立した。（2022年現在も破られていない）

#### 史上初アジア競技大会日本選手6冠達成
- 2018年8月アジア競技大会ジャカルタに出場。50m、100m自由形、50m、100mバタフライ、400mフリーリレー、400mメドレーリレーの6種目で優勝。日本人初となるアジア競技大会6冠を達成し、大会MVPに輝いた[67]。

#### 休養
- 2020年東京オリンピックでの活躍が期待されていた中、2019年1月18日からオーストラリアで合宿を行っていたが、2月7日に体調不良のため予定を切り上げて帰国することが発表された。そして同月12日に自身のTwitterを更新し、帰国後の検査で「白血病（急性リンパ性白血病）」と診断されたことを公表した[68]。このため、同年2月のコナミオープン水泳競技大会や4月の第95回日本選手権水泳競技大会といった公式競技会への出場を全て取りやめ、治療に専念することとなった[69][70]。その闘病生活は過酷で、高校の卒業式にも出席できず[71]、復帰後のキャリアにも影響したという[72]。

### 大学時代

#### 2019年
- 闘病中の2019年4月8日、日本大学スポーツ科学部に入学し、水泳部に入部することが発表された[73]。5月8日、公式サイトを開設[74]。
- 12月17日、退院を報告した[75][76]。その報告の中で、東京五輪は事実上断念し、2024年パリオリンピックの出場・メダル獲得を目標とすることを明らかにした[77]。

#### 2020年
- 2月19日、『報道ステーション』（テレビ朝日系）のスポーツコーナーの特集に於いて、同番組解説者の松岡修造（日本テニス協会理事）によるインタビューという形でVTR出演。1年ぶりの公の場への登場となったが、松岡との質疑応答の中で池江は病名を告げられた時や闘病中の心境を吐露し、「2024年のパリオリンピックを目指したい」と将来の展望を語り、「今、生きていることが奇跡。人生のターニングポイントになった」などと率直に語った[78]。
- 5月9日、闘病生活や再起へ歩む日々を追ったドキュメンタリー番組「NHKスペシャル」『ふり向かずに 前へ 池江璃花子 19歳』（NHK総合、19時30分 - 20時30分）が放送された[79]。
- 8月29日、594日ぶりに競技会に出場（東京辰巳国際水泳場での東京都特別水泳大会）、50メートル自由形で26秒32をマークした（同組1着）[80]。なお同年3月24日、新型コロナウイルスの世界的な感染拡大により東京五輪が1年程度延期されることが決まったため、以降の回復状況によっては東京五輪に出場できる可能性が出てきた。池江本人も「可能性があるのならチャレンジしたい」と同年12月に語っている[81]。
- 12月4日、毎日スポーツ人賞の文化賞を受賞した[82]。

#### 2021年
- 2月7日、競泳ジャパン・オープンの50メートル自由形で24秒91で2位となり、復帰後4戦目で初めて表彰台に上がった[83]。
- 4月4日、東京五輪の代表選考を兼ねた日本選手権の100メートルバタフライ決勝において57秒77で3年ぶりに優勝[84]。400メートルメドレーリレーの派遣標準記録（57秒92）も突破し、メドレーリレーのメンバーとして東京五輪出場が決まった[84]。さらに、100メートル自由形でも優勝して東京五輪の400メートルフリーリレーのメンバーにも内定したほか、50メートル自由形、50メートルバタフライも制して4冠を達成した。
- 7月24日、2020年東京オリンピックの競泳女子400メートルリレーに、五十嵐千尋、酒井夏海、大本里佳と出場したが（池江は第2泳者）、チームは決勝進出に0秒27届かなかった[85]。また7月29日には混合400mメドレーリレー予選に小西杏奈、佐藤翔馬、松元克央とともに出場し、アンカー（自由形）を務め、日本は3分44秒15で全体の9位だった[86]。8月1日の競泳女子400mメドレーリレーには五十嵐千尋、渡部香生子、小西杏奈と出場して決勝に進出し記録3分58秒12で8位だった[87]。

### 社会人時代

#### 2023年
- 4月1日より横浜ゴム所属となることが発表された[88]。

#### 2024年
- パリオリンピック日本代表選考会として3月に開催された「国際大会代表選考会」[※ 7]の女子100mバタフライに於いて、57秒30のタイムで2着に入線。この結果、日本水泳連盟が定める派遣標準記録を突破して3大会連続、そしてリオデジャネイロオリンピック以来となる個人種目でのオリンピック出場を決めた[89]。
- 2024年パリオリンピック競泳女子100メートルバタフライでは準決勝まで進出したが、準決勝で57秒79となり全体の12位で決勝には進出できなかった[90]。また、混合400メートルメドレーリレーではアンカーの第4泳者を務め（第1泳者が松山陸、第2泳者が谷口卓、第3泳者が平井瑞希）、決勝に進出し、3分45秒17のタイムで8位だった[91]。女子400メートルメドレーリレーでもアンカーの第4泳者を務め（第1泳者が白井璃緒、第2泳者が鈴木聡美、第3泳者が平井瑞希）、決勝に進出し、3分56秒17のタイムで5位となった[92]。
- 9月25日、急性リンパ性白血病の完全寛解を報告[93]。

## 五輪での活躍

### リオ五輪

#### 代表選考
- リオ五輪代表選考会を兼ねた2016年第92回日本選手権（4月3日～10日）において、池江は50m自由形、100m自由形、200m自由形、100mバタフライの計4種目にエントリーし、リレーを含めた7種目での代表入りを狙った。日本水泳連盟が設定したこれらの種目の五輪派遣標準記録は、日本記録の更新が大前提となるようなきわめて厳しいものであったが、池江はいきなり大会初日の100mバタフライ準決勝で自身の持つ日本記録を0秒01更新すると、翌日の決勝でも派遣標準記録を切る57秒71で優勝して、この種目のリオ五輪代表権を獲得した[※ 8]。優勝後のインタビューでは喜びのあまり両手で顔を覆い号泣した[4]。

続く200m自由形では日本記録に0秒02と迫る1分57秒39の高校新記録で優勝。100m自由形では高校新記録となる54秒06で2位になった。これらの種目では個人の派遣標準記録には及ばなかったものの、池江を含む上位4選手のタイムの合計がリレーの派遣標準記録を超えたため、400mフリーリレー、800mフリーリレーでのオリンピック代表に選ばれた。大会最終日の50m自由形決勝では世界ジュニア新記録及び高校新記録となる24秒76で優勝したが、派遣標準に0秒17足りず、この種目での派遣は見送られた。同大会の結果により、個人種目の100mバタフライの他に、400mフリー及び800mフリーリレー、400mメドレーリレーの計4種目でオリンピック代表に選出されることとなった。
日本選手権から約2ヶ月半後の6月27日、池江のその後の大会での活躍や将来性を高く評価した日本水泳連盟は、日本選手権では五輪派遣を見送った自由形3種目においても池江をエントリーすることを発表した。これにより池江は日本人選手としては初めて五輪で7種目に出場することになった。
| 種目                                      | 種目      | 派遣標準記録* | 池江の決勝記録   | タイム差 | 派遣     | 準決勝/予選                                  | 当時の日本記録         |
| ----------------------------------------- | --------- | ------------- | ---------------- | -------- | -------- | -------------------------------------------- | ---------------------- |
| 50m自由形                                 | 50m自由形 | 24.59         | 24.76 (高校新)   | +0.17    | 後に決定 | 準決勝：25.30 (高校新) 予 選：25.76          | 24.74 (池江自身が保持) |
| 100m自由形 兼4x100mフリーリレー選考       | 個人      | 53.81         | 54.06 (高校新)   | +0.25    | 後に決定 | 準決勝：54.50 (高校新) 予 選：56.04          | 53.99 (池江自身が保持) |
| 100m自由形 兼4x100mフリーリレー選考       | リレー    | 54.43         | 54.06 (高校新)   | -0.37    |          | 準決勝：54.50 (高校新) 予 選：56.04          | 53.99 (池江自身が保持) |
| 200m自由形 兼4x200mフリーリレー選考       | 個人      | 1:56.82       | 1:57.39 (高校新) | +0.57    | 後に決定 | 準決勝：1:59.57 (高校新) 予 選：2:00.65      | 1:57.37                |
| 200m自由形 兼4x200mフリーリレー選考       | リレー    | 1:58.96       | 1:57.39 (高校新) | -1.57    |          | 準決勝：1:59.57 (高校新) 予 選：2:00.65      | 1:57.37                |
| 100mバタフライ 兼4x100mメドレーリレー選考 | 個人      | 57.77         | 57.71            | -0.06    |          | 準決勝：57.55 (日本新) 予 選：58.14 (高校新) | 57.56 (池江自身が保持) |
| 100mバタフライ 兼4x100mメドレーリレー選考 | リレー    | 58.74         | 57.71            | -1.03    |          | 準決勝：57.55 (日本新) 予 選：58.14 (高校新) | 57.56 (池江自身が保持) |
＊決勝の記録のみが選考の対象。リレーの代表派遣には決勝上位4名全員が派遣標準を突破している必要がある。
- 7月18日、五輪直前合宿地のサンパウロへ出発する際に羽田空港で報道陣の取材に応じ、筋力トレーニングで体が大きくなり、4月に採寸した日本選手団の公式ジャケットがきつくなっていることを明かした。その上で「全部を出し切って、細くなって帰国したい」とユーモアを交えて意気込みを語った[101][102][103][104]。

#### 大会本番
- 競泳競技初日の8月6日、100mバタフライ予選最終6組に登場した池江は、前半50mを世界記録保持者のサラ・ショーストレムに次ぐ2位で折り返す積極的なレースで、日本記録を0秒28更新する57秒27をたたき出し、全体の8位で準決勝進出を決めた。インタビューでは「自分でも分からないくらい緊張していたが、スタートラインに立った瞬間、やる気がわき上がってきた」と初の大舞台にも物怖じしない強心臓ぶりを伺わせた[105]。さらに、同日の夜に行われた準決勝でも日本記録を更に0秒22更新。準決勝1組の1位、全体の3位で決勝進出を決めた。レース後「まさか1番で帰ってこられるとは思わなかったんで、すごい嬉しいです」と自身の好調に声を弾ませた[106][107]。
- 競泳競技2日目の8月7日、100mバタフライ決勝で三たび日本記録を更新。結果は5位[※ 9]と表彰台は逃したが、56秒86の日本新記録を樹立した。試合後のインタビューでは「56秒台を出す目標があった。メダルは取れなかったが、また自己ベストを更新できてうれしい」としながら、同い年のペニー・オレクシアクが銀メダルを獲得した事に触れ、「4年後に向けてくらいついていきたい」と早くも東京五輪での雪辱を誓った[108]。
- 競泳競技3日目の8月8日、池江は200m自由形予選に挑んだ。しかし、エントリー選手中この時点で5レースこなしていたのが池江とショーストレムだけという、通常忌避される過密日程の影響は隠せず、自己記録に1秒以上及ばずに予選21位で敗退した。レース後には「後半バテてしまった。日本新記録を狙ったが、こういう形で終わって残念」と悔しさを滲ませた[109][110]。

|                 | 8/6                   | 8/7                   | 8/8                        | 8/9                      | 8/10                  | 8/11                     | 8/12                      | 8/13                             |
| --------------- | --------------------- | --------------------- | -------------------------- | ------------------------ | --------------------- | ------------------------ | ------------------------- | -------------------------------- |
| 昼 13:00～16:00 | 100mバタフライ 予選   |                       | 200m自由形 予選            |                          | 100m自由形 予選       |                          | 50m自由形 予選            |                                  |
| 昼 13:00～16:00 | 400mフリーリレー 予選 | 800mフリーリレー 予選 | 200m自由形 予選            | 400mメドレーリレー 予選  |                       |                          |                           |                                  |
| 夜 22:00～24:00 | 100mバタフライ 準決勝 | 100mバタフライ 決勝   | 200m自由形 準決勝 (未進出) | 200m自由形 決勝 (未進出) | 100m自由形 準決勝     | 100m自由形 決勝 (未進出) | 50m自由形 準決勝 (未進出) | 50m自由形 決勝 (未進出)          |
| 夜 22:00～24:00 | 400mフリーリレー 決勝 | 100mバタフライ 決勝   | 200m自由形 準決勝 (未進出) | 200m自由形 決勝 (未進出) | 800mフリーリレー 決勝 | 100m自由形 決勝 (未進出) | 50m自由形 準決勝 (未進出) | 400mメドレーリレー 決勝 (未進出) |
- 競泳競技5日目の8月10日、1日はさんで100m自由形予選最終6組に登場した池江は、同組の内田と「同タイムで全体の16位タイ」という珍事に見舞われる。当初は準決勝進出を賭けた2人だけの再レース（スイムオフ）が予定されていたが、15位の中国人選手が棄権したため、ともに準決勝に進んだ[111]。その約1時間後、池江は800mフリーリレー予選の第2泳者として再び登場。チームは第1泳者の五十嵐千尋が200m自由形の日本記録を更新するなど、池江を含めた3人が1分57秒台で泳ぐ奮闘を見せ、日本記録に0秒08と迫るタイムで全体の7位となり決勝進出を決めた。しかし疲労を考慮し予選での日本記録更新に賭けていた池江は試合後インタビューで終始うつむき落胆を隠さなかった[112][113]。記録への再挑戦を誓った夜のレース、100m自由形準決勝では予選よりタイムを上げたものの自己ベストに0.5秒以上及ばず、決勝進出を逃した。泳順をアンカーに変えた800mリレー決勝では、200m自由形の自己ベストを出したときをはるかに上回るタイムで前半を折り返す積極的な泳ぎを見せたが、後半伸びずに日本記録の更新は逃した。最終的にチームも予選よりもタイムと順位を落としてレースを終えた。

## 人物・エピソード
- 父親の池江俊博は元航空自衛隊パイロットで、身長190cm[114]。
- 母親の池江美由紀は出産を機に、子育てのことに関して幅広く勉学を積み1995年、小岩に幼児教室を開校。現在は、EQWELチャイルドアカデミー本八幡教室を運営。26年間、子どもの能力開発に携わる。幼児教室を経営するかたわら、自身も講師として教室で子どもたちの指導を行う[115]。両親は池江が小学校の頃に離婚している。池江は次女で、姉と兄がいる。
- 母方の祖父は岐阜県郡上郡白鳥町（現在の郡上市白鳥町）出身であり、自身も度々郡上市を訪問するなど縁が深いこともあって、2018年12月に郡上市スポーツアンバサダー（親善大使）に就任した[116][117]。
- 同学年の今井月とは今でこそ大親友だが、第一印象は最悪だったという。小学6年時に参加した全国合宿の研修会にて、今井の岐阜弁に言葉のきつさを感じた池江は「仲良くなるのは無理」と考えた。しかし中学2年の合宿で同部屋になり「実際に一緒にいたら楽しかった」と印象が一転。現在は今井の方も「何でも言い合える」と認めるほど仲が良い[118]。
- 中学の3年間で身長が15cm伸びた。中学時代の恩師が「給食でおかわりのジャンケンに男子に混ざって参加していた」と回想するほど食欲旺盛で[119]、本人も中学時代の思い出を訊かれた際に「一番楽しかったのは給食の時間。おかわりするために一生懸命ジャンケンしたり、みんなで笑いながら給食を食べられるのがすごく楽しかった」と答えている[120]。
- 好きな食べ物はチョコレートで、以前はレースの直前や合間にも食べていたが[121]、2016年6月の欧州遠征時に塩浦慎理から運動直前の糖分摂取によるインスリンショック[※ 10]の可能性を指摘され、大会中は我慢する様になった[122]。食事はバランス良く食べるようにしているが、魚介類、特に貝類は苦手である[123]。
- 海外遠征では現地の食事や飲み水が体に合わずしばしば体調を崩すため、非常に苦労している[124]。
- 多くのメディアで幼少からの雲梯が才能を伸ばしたと紹介されているが、本人は「水泳に関しては、雲梯をやっていた影響はそこまで大きくないと思う」と答えている[123]。ただ、腕が長い理由として「うんていぶら下がってたからかなぁ」と話している[125]。握力は38kg[123]。
- 幼児期の早期教育のお陰で記憶力には自信があったが[13]、中学3年間で最も変化したことについては「中1の時はそこそこ学力もあったのに、頭がバカになった」と答えている[126]。
- 競泳選手以外でもフィギュアスケートの樋口新葉や卓球の平野美宇とは親交が深く、頻繁に連絡を取り合い食事をする仲である[127][128]。
- 名字のアルファベット表記「IKEE」は英語圏では「アイキーエ」と発音されてしまう[129][130][131]。
- 板キック（ビート板を持ってバタ足だけで進む泳法）は50m33秒[125]。
- 20代でやってみたいことはバンジージャンプで、はまっていることはウクレレ[132]。
- スカイピース（YouTuber）のファンである。白血病と診断される前から2人の動画を視聴しており、2021年7月15日に配信された解散ドッキリの動画に関して、自身のTwitterで「入院中、しんどかった時も沢山笑わせてくれて、元気にさせてくれてた方達だったから、涙とまらなかった」とツイートした[133]。

## 競泳選手としての特徴
長いリーチ（ウィングスパン）
- リーチが186cmあり、171cmの身長に対して109%(108.77%)にあたる。これはリーチが長いことで有名なマイケル・フェルプスの105%（身長193cmでリーチ203cm[134][135]）や、メリッサ・フランクリンの104%（身長185cmでリーチ193cm[136][137]）と比較しても特筆すべき長さと言える。

少ないストローク数
- 長いリーチを生かした大きなストロークが武器であり、その回数は成長とともに減少している。

100mバタフライのストローク数は、2015年1月の「45」から2016年には「40」に減少。50m自由形においても、2014年に「44」だったストローク数が、2016年2月には「37」まで減少している。さらに100m自由形のストローク数は「71」で、これは男子選手の平均値である73を下回っている。
元競泳選手の萩原智子は、池江のストローク数の少なさを「彼女が腕を2回転させている間に、周りの選手は3回転させている」と表現し、「1ストロークごとにより遠くの水をつかみ、押し切ることができており、その事が水の抵抗が少ない泳ぎとも繋がっている」と分析している。
水の抵抗が少ない泳ぎ方
- さらに萩原は、疲労がたまるレース後半には必ずしも有利に働かない長い手足を、池江が16歳にして使いこなしている点に着目。「それだけの体幹や筋肉、柔軟性がある証拠」とし、「体が水面に良く浮いており、抵抗が少ない泳ぎであることを証明している」と述べている[142]。

同じく元競泳選手の伊藤華英は、池江の泳ぎを「見たことがない泳ぎ方。見た感じ楽そうというか、どこに力が入っているのかなという泳ぎ」と表現し、「首に力が入らないで脇の下を使いながら楽に水をつかんで後ろに持っていく作業ができている」と指摘した。その上で、「水の中を滑るように腕も足も一体となって泳いでいる」とその特異性を評価した。
両名とも池江の特殊な泳ぎ方のルーツは幼少期の鉄棒や雲梯にあるのではないかと推測しているが、池江本人はその事に関して否定的である。

## 日本記録更新歴
＊「コース」で長水路と短水路をソートした後、「種目」でソートすると、それぞれの種目ごとの更新過程が見やすくなります。
個人種目の日本記録全更新歴
|    | 日付       | 種目             | コース | 記録    | 更新幅 | ラップ                     | RT   | 大会                   | 場所               | 備考                         |
| -- | ---------- | ---------------- | ------ | ------- | ------ | -------------------------- | ---- | ---------------------- | ------------------ | ---------------------------- |
| 1  | 2015/10/28 | 100mバタフライ   | 長水路 | 57.56   | -0.21  | 27.15・30.41               | 0.69 | W杯2015東京大会        | 東京辰巳国際水泳場 | 前記録は加藤ゆか (57.77)     |
| 2  | 2016/01/31 | 100m自由形       | 長水路 | 53.99   | -0.01  | 26.41・27.58               |      | 第9回東京都選手権      | 東京辰巳国際水泳場 | 前記録は上田春佳 (54.00)     |
| 3  | 2016/02/20 | 50m自由形        | 長水路 | 24.74   | -0.21  |                            | 0.63 | KONAMI OPEN 2016       | 東京辰巳国際水泳場 | 前記録は内田美希 (24.95)     |
| 4  | 2016/04/04 | 100mバタフライ   | 長水路 | 57.55   | -0.01  | 27.15・30.40               | 0.65 | 第92回日本選手権       | 東京辰巳国際水泳場 | 準決勝                       |
| 5  | 2016/06/26 | 100m自由形       | 長水路 | 53.69   | -0.19  | 25.96・27.70               |      | 東京都高校選手権       | 東京辰巳国際水泳場 | 前記録は内田美希 (53.88)     |
| 6  | 2016/07/10 | 50mバタフライ    | 長水路 | 25.50   | -0.45  |                            |      | 三重県選手権           | 鈴鹿水泳場         | 前記録は加藤ゆか (25.95)     |
| 7  | 2016/08/10 | 100mバタフライ   | 長水路 | 57.27   | -0.28  | 26.45・30.82               | 0.65 | リオ五輪               | リオデジャネイロ   | 予選                         |
| 8  | 2016/08/10 | 100mバタフライ   | 長水路 | 57.05   | -0.22  | 27.14・30.54               | 0.63 | リオ五輪               | リオデジャネイロ   | 準決勝                       |
| 9  | 2016/08/11 | 100mバタフライ   | 長水路 | 56.86   | -0.19  | 26.81・30.05               | 0.65 | リオ五輪               | リオデジャネイロ   | 決勝                         |
| 10 | 2016/09/10 | 50m自由形        | 長水路 | 24.67   | -0.07  |                            | 0.64 | 第71回国民体育大会     | 盛岡市立総合プール |                              |
| 11 | 2016/10/26 | 100m個人メドレー | 短水路 | 58.24   | -1.04  | 26.65・31.59               | 0.64 | W杯2016東京大会        | 東京辰巳国際水泳場 | 前記録は渡部香生子 (59.28)   |
| 12 | 2016/11/17 | 100m自由形       | 長水路 | 53.68   | -0.01  | 26.21・27.47               | 0.64 | 第10回アジア水泳選手権 | 東京辰巳国際水泳場 |                              |
| 13 | 2016/12/09 | 50mバタフライ    | 短水路 | 25.32   | -0.02  |                            | 0.64 | 第13回世界短水路選手権 | カナダ・ウィンザー | 前記録は加藤ゆか (25.34)     |
| 14 | 2016/12/11 | 100mバタフライ   | 短水路 | 55.64   | -0.45  | 26.32・29.32               | 0.65 | 第13回世界短水路選手権 | カナダ・ウィンザー | 前記録は加藤ゆか (56.09)     |
| 15 | 2017/01/28 | 200m自由形       | 長水路 | 1:56.33 | -0.85  | 27.53・29.43・29.69・29.68 |      | 第10回東京都選手権     | 東京辰巳国際水泳場 | 前記録は五十嵐千尋 (1:57.18) |
| 16 | 2017/02/18 | 50m自由形        | 長水路 | 24.48   | -0.19  |                            | 0.69 | KONAMI OPEN 2017       | 東京辰巳国際水泳場 | 初のノーブレス               |
| 17 | 2017/03/28 | 50m自由形        | 短水路 | 24.05   | -0.17  |                            | 0.65 | 第39回全国JOC春季大会  | 東京辰巳国際水泳場 | 前記録は内田美希 (24.22)     |
| 18 | 2017/08/26 | 50mバタフライ    | 長水路 | 25.46   | -0.04  |                            | 0.66 | 第6回世界ジュニア      | インディアナポリス | 5ヶ月ぶりの自己ベスト        |
| 19 | 2017/09/16 | 50m自由形        | 長水路 | 24.33   | -0.15  |                            | 0.70 | 第72回国民体育大会     | 松山中央公園プール | 雨天の屋外プール             |
| 20 | 2017/11/14 | 50mバタフライ    | 短水路 | 25.14   | -0.18  |                            | 0.63 | W杯2017東京大会        | 東京辰巳国際水泳場 |                              |
| 21 | 2017/11/15 | 100m個人メドレー | 短水路 | 57.75   | -0.49  | 26.20・31.55               | 0.66 | W杯2017東京大会        | 東京辰巳国際水泳場 |                              |
| 22 | 2017/12/20 | 50mバタフライ    | 短水路 | 25.06   | -0.08  |                            | 0.65 | 競泳ローザンヌ杯       | スイス・ローザンヌ |                              |
| 23 | 2017/12/21 | 100mバタフライ   | 短水路 | 55.64   | TIE    | 26.06・29.58               | 0.66 | 競泳ローザンヌ杯       | スイス・ローザンヌ | 日本記録タイ                 |
| 24 | 2017/12/21 | 50m自由形        | 短水路 | 23.95   | -0.10  |                            | 0.63 | 競泳ローザンヌ杯       | スイス・ローザンヌ |                              |
| 25 | 2018/01/13 | 200m自由形       | 短水路 | 1:52.64 | -0.90  | 26.27・28.45・28.78・29.14 |      | 東京都新春水泳競技大会 | 東京辰巳国際水泳場 | 前記録は上田春佳 (1:53.54)   |
| 26 | 2018/01/13 | 50mバタフライ    | 短水路 | 24.71   | -0.35  |                            |      | 東京都新春水泳競技大会 | 東京辰巳国際水泳場 |                              |
| 27 | 2018/01/14 | 200m個人メドレー | 短水路 | 2:05.41 | -0.56  | 26.20・31.70・37.54・29.97 |      | 東京都新春水泳競技大会 | 東京辰巳国際水泳場 | 前記録は清水咲子 (2:05.97)   |
| 28 | 2018/01/14 | 100m自由形       | 短水路 | 51.62   | -0.21  | 25.49・26.13               |      | 東京都新春水泳競技大会 | 東京辰巳国際水泳場 | 前記録は内田美希 (51.83)     |
| 29 | 2018/02/17 | 200m自由形       | 長水路 | 1:55.04 | -1.29  | 26.97・28.96・29.75・29.36 | 0.74 | KONAMI OPEN 2018       | 東京辰巳国際水泳場 |                              |
| 30 | 2018/02/18 | 50mバタフライ    | 長水路 | 25.44   | -0.02  |                            | 0.72 | KONAMI OPEN 2018       | 東京辰巳国際水泳場 |                              |
| 31 | 2018/04/03 | 100mバタフライ   | 長水路 | 56.58   | -0.28  | 26.44・30.14               | 0.77 | 第94回日本選手権       | 東京辰巳国際水泳場 | 準決勝                       |
| 32 | 2018/04/04 | 100mバタフライ   | 長水路 | 56.38   | -0.20  | 26.12・30.26               | 0.69 | 第94回日本選手権       | 東京辰巳国際水泳場 | 決勝                         |
| 33 | 2018/04/06 | 50m自由形        | 長水路 | 24.21   | -0.12  |                            | 0.69 | 第94回日本選手権       | 東京辰巳国際水泳場 |                              |
| 34 | 2018/04/07 | 100m自由形       | 長水路 | 53.46   | -0.22  | 25.85・27.61               | 0.70 | 第94回日本選手権       | 東京辰巳国際水泳場 | 準決勝                       |
| 35 | 2018/04/08 | 100m自由形       | 長水路 | 53.03   | -0.43  | 26.09・26.94               | 0.70 | 第94回日本選手権       | 東京辰巳国際水泳場 | 決勝                         |
| 36 | 2018/04/08 | 50mバタフライ    | 長水路 | 25.43   | -0.01  |                            | 0.71 | 第94回日本選手権       | 東京辰巳国際水泳場 |                              |
| 37 | 2018/05/24 | 50mバタフライ    | 長水路 | 25.25   | -0.18  |                            | 0.64 | ジャパンオープン2018   | 東京辰巳国際水泳場 |                              |
| 38 | 2018/06/10 | 50mバタフライ    | 長水路 | 25.11   | -0.14  |                            |      | ヨーロッパGPカネ大会   | フランス・カネ     |                              |
| 39 | 2018/06/16 | 100mバタフライ   | 長水路 | 56.23   | -0.15  | 26.37・29.86               | 0.65 | ヨーロッパGPモナコ大会 | モナコ             |                              |
| 40 | 2018/08/09 | 200m自由形       | 長水路 | 1:54.85 | -0.19  | 27.09・29.06・29.65・29.05 | 0.68 | パンパシ水泳2018       | 東京辰巳国際水泳場 |                              |
| 41 | 2018/08/11 | 100mバタフライ   | 長水路 | 56.08   | -0.15  | 25.89・30.19               | 0.70 | パンパシ水泳2018       | 東京辰巳国際水泳場 |                              |
| 42 | 2018/11/18 | 100m自由形       | 長水路 | 52.79   | -0.24  | 25.84・26.95               |      | 北島康介杯2019         | 東京辰巳国際水泳場 |                              |

## 主な戦績
| \| \| 長水路 (50mプール) \| \| 短水路 (25mプール) \| | 短水路記録は グレー 表示。太字は日本記録更新。 | 短水路記録は グレー 表示。太字は日本記録更新。 |                    |
| タイム右側の＋ (日本記録更新時は●) にカーソルを合わせると、リアクションタイム (r:+) や予選記録等の備考が表示されます。                                               |                                                |                                                |                    |
| P … Preliminary (予選)、B … B決勝 (9～16位で争われる)、S … Semifinal (準決勝)、特別 … 特別参加のため順位なし。 用例：P10 … 予選10位、S15 … 準決勝15位、B2 … B決勝2位 |                                                |                                                |                    |
| | 長水路 (50mプール)                             |                                                | 短水路 (25mプール) |

### 個人種目（専門）
| 年齢 | 学年 | 年   | 大会                                                 | 開催期間  | 結果・記録 | 結果・記録 | 結果・記録                                                                   | 結果・記録 | 結果・記録 | 結果・記録                                                              | 結果・記録 | 結果・記録 | 結果・記録                                            | 結果・記録    | 結果・記録    | 結果・記録                                                                          | 結果・記録     | 結果・記録     | 結果・記録                                                                       |
| 年齢 | 学年 | 年   | 大会                                                 | 開催期間  | 50m自由形  | 50m自由形  | 50m自由形                                                                    | 100m自由形 | 100m自由形 | 100m自由形                                                              | 200m自由形 | 200m自由形 | 200m自由形                                            | 50mバタフライ | 50mバタフライ | 50mバタフライ                                                                       | 100mバタフライ | 100mバタフライ | 100mバタフライ                                                                   |
| ---- | ---- | ---- | ---------------------------------------------------- | --------- | ---------- | ---------- | ---------------------------------------------------------------------------- | ---------- | ---------- | ----------------------------------------------------------------------- | ---------- | ---------- | ----------------------------------------------------- | ------------- | ------------- | ----------------------------------------------------------------------------------- | -------------- | -------------- | -------------------------------------------------------------------------------- |
| 12   | 小6  | 2012 | 第35回全国JOC夏季大会                                | 8/26～30  | P17        | 28秒38     | r:+0.83/11～12歳区分                                                         | P28        | 1分02秒39  | r:+0.76/11～12歳区分                                                    |            |            |                                                       | 6位           | 29秒36        | r:+0.76/決勝唯一の小学生/11～12歳区分/予選7位 29秒46                                |                |                |                                                                                  |
| 12   | 小6  | 2013 | 第35回全国JOC春季大会                                | 3/28～31  | 優勝       | 26秒36     | r:+0.71/初の全国優勝/11～12歳区分/予選1位 26秒72                             |            |            |                                                                         |            |            |                                                       | 3位           | 28秒23        | r:+0.72/11～12歳区分/予選2位 28秒49                                                 | 4位            | 1分02秒37      | r:+0.76/11～12歳区分/予選6位 1分03秒73                                           |
| 13   | 中1  | 2013 | 第65回東京都中学校選手権                             | 7/22～23  | 2位        | 27秒12     | 全中新/予選2位 27秒15                                                        | 2位        | 59秒29     | 全中新/予選2位 59秒21                                                   |            |            |                                                       |               |               |                                                                                     |                |                |                                                                                  |
| 13   | 中1  | 2013 | 第53回全国中学校水泳競技大会                         | 8/21～23  | 2位        | 26秒50     | r:+0.68/予選4位 26秒70                                                       | 6位        | 58秒53     | r:+0.71/決勝唯一の中学1年/予選2位 58秒22                                |            |            |                                                       |               |               |                                                                                     |                |                |                                                                                  |
| 13   | 中1  | 2013 | 第36回全国JOC夏季大会                                | 8/26～30  | 3位        | 26秒70     | r:+0.74/13～14歳区分/予選3位 26秒69                                          | P10        | 58秒96     | r:+0.67/13～14歳区分                                                    |            |            |                                                       |               |               |                                                                                     | 3位            | 1分01秒84      | r:+0.74/13～14歳区分/予選3位 1分02秒36                                           |
| 13   | 中1  | 2014 | 第7回東京都選手権                                    | 1/25～26  | 5位        | 26秒46     | 予選4位 26秒46                                                               | 7位        | 57秒92     | 予選7位 57秒92                                                          | 6位        | 2分04秒49  | 予選10位 2分06秒39                                    |               |               |                                                                                     | 9位            | 1分03秒63      | 予選6位 1分02秒16                                                                |
| 13   | 中1  | 2014 | 第36回全国JOC春季大会                                | 3/27～30  | 優勝       | 24秒99     | r:+0.66/中学新/13～14歳区分/予選1位 25秒60                                   | 優勝       | 54秒40     | r:+0.68/中学新/13～14歳区分/予選1位 55秒61                              |            |            |                                                       | 3位           | 26秒64        | r:+0.65/予選で大会記録/13～14歳区分/予選1位 26秒51                                  |                |                |                                                                                  |
| 13   | 中2  | 2014 | 第90回日本選手権                                     | 4/10～13  | 4位        | 25秒80     | r:+0.63/決勝唯一の中学生/予選4位 26秒12                                      | 8位        | 56秒35     | r:+0.64/決勝唯一の中学生/予選4位 56秒36                                 |            |            |                                                       | 7位           | 27秒20        | r:+0.74/決勝唯一の中学生/予選4位 27秒20                                             |                |                |                                                                                  |
| 13   | 中2  | 2014 | ジャパンオープン2014 (50m)                           | 6/19～22  | 4位        | 25秒84     | r:+0.64/決勝唯一の中学生/予選7位 26秒19                                      | B2         | 56秒40     | r:+0.63/予選17位 56秒93                                                 |            |            |                                                       | 6位           | 27秒30        | r:+0.65/決勝唯一の中学生/予選5位 27秒48                                             | P32            | 1分01秒77      | r:+0.64                                                                          |
| 14   | 中2  | 2014 | 第66回東京都中学校選手権                             | 7/19～20  | 優勝       | 25秒72     | 都中新/予選1位 25秒92                                                        | 優勝       | 55秒93     | 都中新/予選1位 56秒44                                                   |            |            |                                                       |               |               |                                                                                     |                |                |                                                                                  |
| 14   | 中2  | 2014 | 第54回全国中学校水泳競技大会                         | 8/21～23  | 優勝       | 25秒60     | r:+0.64/中学新/予選1位 25秒93                                                | 2位        | 56秒19     | r:+0.66/予選2位 57秒12                                                  |            |            |                                                       |               |               |                                                                                     |                |                |                                                                                  |
| 14   | 中2  | 2014 | 2014ジュニアパンパシフィック                         | 8/27～31  | 4位        | 25秒56     | 中学新/予選5位 25秒66                                                        | 5位        | 55秒60     | r:+0.68/中学新/予選6位 56秒16                                           | B2         | 2分01秒98  | r:+0.74/予選11位 2分02秒52                            |               |               |                                                                                     | 3位            | 59秒50         | r:+0.68/予選6位 1分00秒85                                                        |
| 14   | 中2  | 2014 | ワールドカップ2014東京大会 兼 第56回日本選手権(25m)  | 10/28～29 | 7位        | 24秒91     | r:+0.66/予選で中学新/予選6位 24秒77                                          | 7位        | 53秒86     | r:+0.63/中学新/予選6位 54秒49                                           | B1         | 1分55秒92  | r:+0.63/中学新/予選9位 1分57秒76                      | 5位           | 26秒25        | r:+0.63/予選6位 26秒33                                                              | P38            | 1分02秒18      | r:+0.69                                                                          |
| 14   | 中2  | 2014 | 第46回東スイ招待記録会                               | 11/21～24 | 優勝       | 25秒47     | 中学新/13～14歳区分/予選1位 26秒01                                           | 優勝       | 55秒49     | 中学新/13～14歳区分/予選1位 56秒40                                      | 優勝       | 1分59秒65  | 中学新/13～14歳区分/予選1位 2分00秒36                 | 優勝          | 26秒81        | 13～14歳区分/予選1位 28秒08                                                         |                |                |                                                                                  |
| 14   | 中2  | 2014 | 東京都東部ブロッククラブ対抗                         | 11/29～30 | 優勝       | 24秒51     | 中学新/13～14歳区分/予選1位 25秒04                                           |            |            |                                                                         |            |            |                                                       |               |               |                                                                                     | 優勝           | 57秒18         | 中学新/13～14歳区分/予選1位 1分01秒22                                            |
| 14   | 中2  | 2015 | 第8回東京都選手権 (北島康介杯2015)                   | 1/24～25  | 2位        | 25秒55     | 予選2位 25秒89                                                               | 2位        | 55秒16     | 中学新/予選2位 56秒86                                                   | 優勝       | 2分00秒30  | 予選3位 2分03秒46                                     |               |               |                                                                                     | 優勝           | 58秒27         | 中学新/予選3位 1分00秒27                                                         |
| 14   | 中2  | 2015 | NSW州オープン選手権                                  | 2/27～3/1 | 3位        | 25秒65     | r:+0.66/予選4位 25秒74                                                       | B4         | 56秒39     | 予選14位 56秒61                                                         | B7         | 2分02秒49  | r:+0.64/予選13位 2分03秒11                            | 4位           | 26秒71        | r:+0.66/中学新/予選3位 26秒72                                                       | 4位            | 59秒89         | r:+0.64/予選5位 1分00秒66                                                        |
| 14   | 中3  | 2015 | 第91回日本選手権                                     | 4/7～12   | 3位        | 25秒28     | r:+0.64/中学新/準決3位 25秒34/予選3位 25秒62                                 | 3位        | 54秒76     | r:+0.66/中学新/準決3位 55秒07/予選4位 55秒71                            | 3位        | 1分58秒77  | r:+0.67/中学新/準決1位 1分59秒01/予選2位 2分00秒07    | 優勝          | 26秒49        | r:+0.65/予選で中学新/予選1位 26秒41                                                 | P20            | 1分01秒21      | r:+0.67                                                                          |
| 14   | 中3  | 2015 | ジャパンオープン2015 (50m)                           | 5/22～24  |            |            |                                                                              | 4位        | 55秒13     | r:+0.69/予選5位 55秒42                                                  | 2位        | 1分58秒01  | r:+0.70/中学新/予選2位 2分00秒11                      | 優勝          | 26秒35        | r:+0.68/中学新/予選1位 26秒76                                                       | 3位            | 58秒49         | r:+0.73/予選3位 59秒32                                                           |
| 14   | 中3  | 2015 | ヨーロッパGP・カネ大会                               | 6/6～7    | P20        | 26秒10     | r:+0.64                                                                      | P17        | 55秒91     | r:+0.47                                                                 |            |            |                                                       | 6位           | 26秒39        | 予選5位 26秒54                                                                      | B2             | 58秒99         | r:+0.64/予選12位 59秒84                                                          |
| 14   | 中3  | 2015 | ヨーロッパGP・バルセロナ大会                         | 6/10～11  |            |            |                                                                              | 5位        | 55秒34     | r:+0.72/予選9位 56秒00                                                  | B5         | 2分01秒46  | r:+0.71/予選14位 2分01秒30                            |               |               |                                                                                     |                |                |                                                                                  |
| 14   | 中3  | 2015 | ヨーロッパGP・モナコ大会                             | 6/13～14  | P14        | 26秒42     | r:+0.65/予選8決敗退/予選16決13位 26秒25                                      | B6         | 57秒27     | r:+0.66/予選16位 57秒13                                                 |            |            |                                                       | 2位           | 26秒29        | r:+0.64/中学新/準決2位 26秒38/準々決4位 26秒78/予選8決4位 26秒84/予選16決4位 26秒94 | 3位            | 58秒95         | r:+0.66/予選5位 1分00秒34                                                        |
| 15   | 中3  | 2015 | 第16回世界水泳選手権                                 | 8/2～9    |            |            |                                                                              |            |            |                                                                         |            |            |                                                       | P19           | 26秒66        | r:+0.69                                                                             |                |                |                                                                                  |
| 15   | 中3  | 2015 | 第55回全国中学校水泳競技大会                         | 8/17～19  |            |            |                                                                              |            |            |                                                                         | 優勝       | 1分59秒25  | r:+0.76/大会新/予選1位 1分59秒95                      |               |               |                                                                                     | 優勝           | 58秒76         | r:+0.67/大会新/予選1位 1分00秒28                                                 |
| 15   | 中3  | 2015 | 第5回世界ジュニア                                    | 8/25～30  | 2位        | 25秒19     | r:+0.65/準決6位 25秒57/予選4位 25秒68                                        | 4位        | 54秒82     | r:+0.67/準決3位 54秒81/予選2位 54秒92                                   |            |            |                                                       | 優勝          | 26秒28        | r:+0.66/大会新/準決1位 26秒30/予選1位 26秒50                                        | 優勝           | 58秒28         | r:+0.65/大会新/準決1位 58秒98/予選2位 59秒08                                     |
| 15   | 中3  | 2015 | 第70回国民体育大会                                   | 9/11～13  | 優勝       | 24秒99     | r:+0.66/中学新/大会新/少年B区分/予選1位 25秒53                               | 優勝       | 54秒38     | r:+0.66/中学新/大会新/少年B区分/予選1位 54秒92                          |            |            |                                                       |               |               |                                                                                     |                |                |                                                                                  |
| 15   | 中3  | 2015 | ワールドカップ2015東京大会                           | 10/28～29 | 3位        | 25秒05     | r:+0.71/予選3位 25秒57                                                       | 優勝       | 54秒14     | r:+0.64/中学新/予選1位 55秒13                                           | P9         | 2分01秒77  | r:+0.69                                               | 優勝          | 26秒17        | r:+0.70/中学新/世界Jr.新/予選2位 26秒92                                             | 優勝           | 57秒56         | r:+0.69/日本新/世界Jr.新/予選2位 59秒44                                          |
| 15   | 中3  | 2015 | 東京都東部ブロッククラブ対抗                         | 11/28～29 |            |            |                                                                              |            |            |                                                                         |            |            |                                                       |               |               |                                                                                     | 優勝           | 56秒67         | 中学新/15～16歳区分/予選1位 58秒54                                               |
| 15   | 中3  | 2016 | 第9回東京都選手権 (北島康介杯2016)                   | 1/30～31  | 優勝       | 25秒06     | 予選1位 25秒82                                                               | 優勝       | 53秒99     | 日本新/予選4位 56秒69                                                   | 優勝       | 1分58秒23  | 予選5位 2分03秒64                                     |               |               |                                                                                     | 優勝           | 58秒07         | 予選1位 59秒22                                                                   |
| 15   | 中3  | 2016 | KONAMI OPEN 2016                                     | 2/20～21  | 優勝       | 24秒74     | r:+0.63/日本新/世界Jr.新/中学新/予選2位 25秒56                               | 優勝       | 54秒13     | r:+0.63/中学新/大会新/予選4位 56秒19                                    | 優勝       | 1分58秒17  | r:+0.64/大会新/予選3位 2分00秒33                      |               |               |                                                                                     |                |                |                                                                                  |
| 15   | 高1  | 2016 | 第92回日本選手権                                     | 4/4～10   | 優勝       | 24秒76     | r:+0.65/世界Jr.新/準決2位 25秒30/予選2位 25秒76                              | 2位        | 54秒06     | r:+0.66/高校新/準決2位 54秒50/予選6位 56秒04                            | 優勝       | 1分57秒39  | r:+0.67/高校新/準決4位 1分59秒57/予選3位 2分00秒65    |               |               |                                                                                     | 優勝           | 57秒71         | r:+0.67/準決で日本新/準決1位 57秒55/予選1位 58秒14                               |
| 15   | 高1  | 2016 | ジャパンオープン2016 (50m)                           | 5/20～22  |            |            |                                                                              | 優勝       | 53秒98     | r:+0.65/高校新/予選3位 54秒60                                           | 2位        | 1分58秒80  | r:+0.69/予選5位 2分00秒63                             | 優勝          | 26秒05        | r:+0.68/世界Jr.新/高校新/予選1位 26秒66                                             | 優勝           | 57秒57         | r:+0.66/予選6位 1分00秒42                                                        |
| 15   | 高1  | 2016 | ヨーロッパGP・カネ大会                               | 6/8～9    | 5位        | 25秒05     | 予選6位 25秒53                                                               | 8位        | 55秒98     | 予選5位 55秒14                                                          | P25        | 2分02秒60  | r:+0.49                                               | 4位           | 25秒97        | 高校新/予選4位 26秒43                                                               |                |                |                                                                                  |
| 15   | 高1  | 2016 | ヨーロッパGP・バルセロナ大会                         | 6/11～12  | 5位        | 25秒08     | r:+0.68/予選6位 25秒32                                                       | 2位        | 54秒15     | r:+0.67/予選5位 55秒27                                                  |            |            |                                                       |               |               |                                                                                     | 2位            | 57秒93         | 予選4位 59秒06                                                                   |
| 15   | 高1  | 2016 | 東京都高校選手権                                     | 6/25～26  | 優勝       | 24秒95     | 大会新/予選1位 25秒83                                                        | 優勝       | 53秒69     | 日本新/予選1位 54秒63                                                   |            |            |                                                       |               |               |                                                                                     |                |                |                                                                                  |
| 16   | 高1  | 2016 | 三重県選手権                                         | 7/9～10   | 特別       | 25秒10     | 予選 25秒56                                                                  | 特別       | 54秒27     | 予選 54秒90                                                             |            |            |                                                       | 特別          | 25秒50        | 日本新/予選 26秒37                                                                  | 特別           | 58秒49         | 予選 58秒54                                                                      |
| 16   | 高1  | 2016 | リオ五輪                                             | 8/6～13   | P36        | 25秒45     | r:+0.66                                                                      | S12        | 54秒31     | r:+0.65/予選16位 54秒50                                                 | P21        | 1分58秒49  | r:+0.68/ラップ 28秒08 - 57秒99 - 1分28秒28            |               |               |                                                                                     | 5位            | 56秒86         | r:+0.65/失格者が出て6位から繰上げ/全レースで日本新/準決3位 57秒05/予選8位 57秒27 |
| 16   | 高1  | 2016 | 第84回日本高校選手権                                 | 8/17～20  | 優勝       | 25秒19     | r:+0.71/大会新/予選1位 25秒64                                                | 優勝       | 54秒67     | r:+0.76/大会新/予選1位 55秒65                                           |            |            |                                                       |               |               |                                                                                     |                |                |                                                                                  |
| 16   | 高1  | 2016 | 第39回全国JOC夏季大会                                | 8/22～26  | 優勝       | 25秒58     | r:+0.66/大会新/15～16歳区分/予選1位 25秒96                                   | 優勝       | 54秒79     | r:+0.67/大会新/15～16歳区分/予選2位 57秒23                              |            |            |                                                       |               |               |                                                                                     | 優勝           | 59秒22         | r:+0.66/大会新/15～16歳区分/予選1位 1分00秒40                                    |
| 16   | 高1  | 2016 | 第71回国民体育大会                                   | 9/9～11   | 優勝       | 24秒67     | r:+0.64/日本新/少年B区分/予選1位 25秒23                                      |            |            |                                                                         |            |            |                                                       |               |               |                                                                                     | 優勝           | 57秒74         | r:+0.67/大会新/少年B区分/予選1位 59秒69                                          |
| 16   | 高1  | 2016 | ワールドカップ2016東京大会 兼 第58回日本選手権(25m)  | 10/25～26 | 6位        | 24秒61     | r:+0.63/予選4位 24秒77                                                       | 3位        | 52秒39     | r:+0.64/高校新/予選5位 53秒72                                           |            |            |                                                       | 2位           | 25秒73        | r:+0.63/世界Jr.新/高校新/予選2位 26秒31                                             | 4位            | 56秒42         | r:+0.65/世界Jr.新/高校新/予選2位 57秒55                                          |
| 16   | 高1  | 2016 | 第10回アジア水泳選手権                               | 11/17～20 | 優勝       | 24秒90     | r:+0.65/大会新/予選4位 25秒45                                                | 2位        | 53秒68     | r:+0.64/日本新/高校新/予選2位 55秒07                                    |            |            |                                                       | 優勝          | 25秒74        | r:+0.64/大会新/予選1位 26秒54                                                       | 優勝           | 57秒46         | r:+0.63/予選1位 59秒17                                                           |
| 16   | 高1  | 2016 | 第13回世界短水路選手権                               | 12/6～11  | S13        | 24秒42     | r:+0.63/高校新/予選12位 24秒49                                               | 4位        | 52秒12     | r:+0.64/高校新/準決3位 52秒47/予選8位 53秒17                            |            |            |                                                       | 3位           | 25秒32        | r:+0.64/日本新/世界Jr.新/高校新/準決5位 25秒63/予選4位 25秒55                       | 3位            | 55秒64         | r:+0.65/日本新/世界Jr.新/高校新/準決3位 56秒68/予選3位 56秒83                    |
| 16   | 高1  | 2017 | 第10回東京都選手権 (北島康介杯2017)                  | 1/28～29  |            |            |                                                                              |            |            |                                                                         | 優勝       | 1分56秒33  | 日本新/予選3位 2分04秒20                              |               |               |                                                                                     | 優勝           | 56秒89         | 日本記録まで0秒03/予選1位 59秒32                                                 |
| 16   | 高1  | 2017 | KONAMI OPEN 2017                                     | 2/18～19  | 優勝       | 24秒48     | r:+0.69/日本新/世界Jr.新/初の無呼吸/予選3位 25秒95                           | 優勝       | 54秒69     | r:+0.74/大会新/予選1位 56秒37                                           |            |            |                                                       | 優勝          | 25秒71        | r:+0.70/大会新/予選1位 26秒95                                                       | 優勝           | 57秒55         | r:+0.70/大会新/予選7位 1分00秒49                                                 |
| 16   | 高1  | 2017 | 地中海オープン・マルセイユ (FFNゴールデンツアー2017) | 3/3～5    | 優勝       | 24秒58     | 日本記録まで0秒10/予選2位 25秒35                                             | 7位        | 58秒25     | 100バタ決勝6分後のレース/予選2位 55秒63                                 | 優勝       | 1分57秒06  | K.ホッスーに競り勝つ/予選2位 2分00秒29                | 優勝          | 26秒09        | 初の無呼吸/予選1位 26秒33                                                           | 優勝           | 57秒43         | 予選6位 1分00秒79                                                                |
| 16   | 高1  | 2017 | 第39回全国JOC春季大会                                | 3/27～30  | 優勝       | 24秒05     | r:+0.65/日本新/高校新/CS区分/予選2位 25秒16                                  |            |            |                                                                         |            |            |                                                       |               |               |                                                                                     |                |                |                                                                                  |
| 16   | 高2  | 2017 | 第93回日本選手権                                     | 4/13～16  | 優勝       | 24秒57     | r:+0.63/無呼吸/日本記録まで0秒09/予選5位 25秒89                              | 優勝       | 53秒83     | r:+0.65/日本記録まで0秒15/予選1位 55秒24                                | 優勝       | 1分57秒07  | r:+0.64/予選1位 1分59秒60                             | 優勝          | 25秒51        | r:+0.70/世界Jr.新/日本記録まで0秒01/予選1位 26秒24                                  | 優勝           | 57秒39         | r:+0.64/予選1位 58秒82                                                           |
| 16   | 高2  | 2017 | ジャパンオープン2017 (50m)                           | 5/19～21  |            |            |                                                                              | 優勝       | 54秒57     | r:+0.71/予選1位 55秒25                                                  | 優勝       | 1分56秒91  | r:+0.71/予選2位 1分59秒56                             | 優勝          | 25秒78        | r:+0.70/予選1位 26秒71                                                              | 優勝           | 57秒65         | r:+0.69/予選2位 59秒24                                                           |
| 16   | 高2  | 2017 | ヨーロッパGP・モナコ大会                             | 6/10～11  |            |            |                                                                              |            |            |                                                                         |            |            |                                                       | 2位           | 25秒95        | r:+0.65/準決2位 25秒74/準々決2位 25秒83/予選8決2位 26秒34/予選16決1位 26秒08        |                |                |                                                                                  |
| 16   | 高2  | 2017 | ヨーロッパGP・カネ大会                               | 6/17～18  | B3         | 25秒39     | 予選11位 25秒38                                                              | P16        | 55秒11     | r:+0.50                                                                 |            |            |                                                       | 2位           | 25秒79        | 予選2位 26秒10                                                                      | 6位            | 58秒29         | r:+0.68/予選5位 58秒89                                                           |
| 16   | 高2  | 2017 | 東京都高校選手権                                     | 6/24～25  | 優勝       | 24秒73     | 大会新/自身の大会記録更新/予選1位 26秒04                                     | 優勝       | 54秒04     | 全国新/予選1位 56秒29                                                   |            |            |                                                       |               |               |                                                                                     |                |                |                                                                                  |
| 17   | 高2  | 2017 | 第17回世界水泳選手権                                 | 7/23～30  | S16        | 24秒84     | r:+0.68/予選16位 25秒04                                                      | P21        | 54秒91     | r:+0.66/ラップ 26秒19                                                   |            |            |                                                       | S13           | 25秒90        | r:+0.66/予選3位 25秒72                                                              | 6位            | 57秒08         | r:+0.66/準決4位 56秒89/予選4位 57秒45                                            |
| 17   | 高2  | 2017 | 第6回世界ジュニア                                    | 8/23～28  | 優勝       | 24秒59     | r:+0.64/大会新/準決1位 24秒74/予選2位 25秒37                                 | 2位        | 54秒16     | r:+0.65/準決1位 54秒06/予選1位 54秒41                                   |            |            |                                                       | 優勝          | 25秒46        | r:+0.66/日本新/世界Jr.新/大会新/予選2位 26秒39/準決1位 25秒77                       | 優勝           | 57秒25         | r:+0.66/大会新/準決1位 58秒11/予選1位 58秒93                                     |
| 17   | 高2  | 2017 | 第72回国民体育大会                                   | 9/15～16  | 優勝       | 24秒33     | r:+0.70/日本新/世界Jr.新/少年A区分/予選1位 25秒09                            | 優勝       | 54秒10     | r:+0.71/大会新/少年A区分/予選1位 55秒23                                 |            |            |                                                       |               |               |                                                                                     |                |                |                                                                                  |
| 17   | 高2  | 2017 | 新潟県スプリント選手権                               | 10/15     | 優勝       | 25秒10     | 予選は小学生の部にオープン参加/予選 27秒22                                   |            |            |                                                                         |            |            |                                                       |               |               |                                                                                     |                |                |                                                                                  |
| 17   | 高2  | 2017 | 第5回秋葉山選手権                                    | 11/11～12 | 優勝       | 25秒05     | 大会新/予選1位 25秒74                                                        |            |            |                                                                         |            |            |                                                       |               |               |                                                                                     |                |                |                                                                                  |
| 17   | 高2  | 2017 | ワールドカップ東京大会2017 兼 第59回日本選手権(25m)  | 11/14～15 |            |            |                                                                              |            |            |                                                                         |            |            |                                                       | 3位           | 25秒14        | r:+0.63/日本新/世界Jr.新/予選1位 25秒74                                             | 2位            | 55秒99         | r:+0.65/世界Jr.新/予選1位 57秒09                                                 |
| 17   | 高2  | 2017 | 東京都東部ブロッククラブ対抗                         | 11/18～19 |            |            |                                                                              | 優勝       | 52秒89     | 大会新/予選1位/55秒05                                                   |            |            |                                                       |               |               |                                                                                     |                |                |                                                                                  |
| 17   | 高2  | 2017 | 競泳ローザンヌ杯                                     | 12/20～21 | 2位        | 23秒95     | r:+0.63/日本新/世界Jr.新/予選4位 24秒41                                      | 3位        | 52秒11     | r:+0.66/高校新/予選4位 52秒85                                           |            |            |                                                       | 優勝          | 25秒06        | r:+0.65/日本新/世界Jr.新/予選1位 25秒78/クロモビジョジョと同タイム                  | 優勝           | 55秒64         | r:+0.66/日本タイ記録/世界Jr.新/予選1位 56秒98                                    |
| 17   | 高2  | 2018 | 東京都新春水泳競技大会                               | 1/13～14  |            |            |                                                                              | 優勝       | 51秒62     | 日本新/世界Jr.新                                                        | 優勝       | 1分52秒64  | 日本新/世界Jr.新                                      | 優勝          | 24秒71        | 日本新/世界Jr.新                                                                    |                |                |                                                                                  |
| 17   | 高2  | 2018 | KONAMI OPEN 2018                                     | 2/17～18  |            |            |                                                                              |            |            |                                                                         | 優勝       | 1分55秒04  | r:+0.74/日本新/世界Jr.新/予選1位 1分58秒83            | 優勝          | 25秒44        | r:+0.72/日本新/世界Jr.新/予選1位 26秒30                                             |                |                |                                                                                  |
| 17   | 高3  | 2018 | 第94回日本選手権                                     | 4/3～8    | 優勝       | 24秒21     | r:+0.69/日本新/世界Jr.新/準決1位 24秒75/予選10位 26秒08                      | 優勝       | 53秒03     | r:+0.70/日本新/準決勝でも日本記録/準決1位 53秒46/予選1位 54秒50         |            |            |                                                       | 優勝          | 25秒43        | r:+0.71/日本新/世界Jr.新/予選1位 26秒30                                             | 優勝           | 56秒38         | r:+0.69/日本新/世界Jr.新/準決勝でも日本記録/準決1位 56秒58/予選1位 57秒14        |
| 17   | 高3  | 2018 | ジャパンオープン2018 (50m)                           | 5/24～27  | 優勝       | 24秒47     | r:+0.70/予選1位 25秒58                                                       | 優勝       | 53秒26     | r:+0.75/予選1位 54秒00                                                  | 優勝       | 1分57秒25  | r:+0.71/予選1位 1分58秒73                             | 優勝          | 25秒25        | r:+0.64/日本新/世界Jr.新/予選1位 25秒78                                             | 優勝           | 56秒93         | r:+0.70/予選1位 58秒05                                                           |
| 17   | 高3  | 2018 | ヨーロッパGP・カネ大会                               | 6/9～10   | 3位        | 24秒80     | 予選2位 25秒21                                                               | 優勝       | 53秒10     | r:+0.66/予選1位 53秒89                                                  |            |            |                                                       | 優勝          | 25秒11        | 日本新/世界Jr.新/予選1位 25秒68                                                     | 優勝           | 57秒47         | r:+0.67/予選1位 57秒96                                                           |
| 17   | 高3  | 2018 | ヨーロッパGP・バルセロナ大会                         | 6/13～14  |            |            |                                                                              | 3位        | 53秒92     | 予選4位 54秒75                                                          | 8位        | 2分07秒56  | 100mバタフライ決勝から5分後のレース/予選6位 2分00秒09 | 優勝          | 25秒32        | 予選1位 26秒30                                                                      | 優勝           | 56秒40         | 日本記録まで0.02秒/予選2位 58秒30                                                |
| 17   | 高3  | 2018 | ヨーロッパGP・モナコ大会                             | 6/16～17  | 2位        | 25秒18     | r:+0.66/準決2位 24秒90/準々決2位 24秒91/予選8決4位 25秒28/予選16決7位 26秒00 | 優勝       | 53秒64     | r:+0.65/予選3位 55秒46                                                  |            |            |                                                       | 優勝          | 25秒53        | r:+0.63/準決1位 25秒96/準々決1位 26秒61/予選8決1位 26秒14/予選16決2位 26秒75        | 優勝           | 56秒23         | r:+0.65/日本新/世界Jr.新/予選3位 59秒14                                          |
| 18   | 高3  | 2018 | 第12回東京都選手権                                   | 7/7～8    |            |            |                                                                              |            |            |                                                                         | 優勝       | 1分56秒40  | 予選1位 1分59秒83                                     |               |               |                                                                                     |                |                |                                                                                  |
| 18   | 高3  | 2018 | 第69回関東高等学校選手権                             | 7/21～23  |            |            |                                                                              | 優勝       | 53秒47     | r:予選1位 54秒09                                                        |            |            |                                                       |               |               |                                                                                     | 優勝           | 56秒50         | r:予選1位 57秒70                                                                 |
| 18   | 高3  | 2018 | パンパシ水泳2018                                     | 8/9～12   | 6位        | 24秒60     | r:+0.66/予選5位 24秒76                                                       | 5位        | 53秒14     | r:+0.74/予選10位タイ 54秒14 決勝は各国2名が上限のため10位ながら決勝進出 | 2位        | 1分54秒85  | r:+0.68/日本新/世界Jr.新/予選7位 1分57秒43            |               |               |                                                                                     | 優勝           | 56秒08         | r:+0.70/日本新/大会新/世界Jr.新/予選1位 56秒90                                   |
| 18   | 高3  | 2018 | アジア大会2018                                       | 8/19～24  | 優勝       | 24秒53     | r:+0.64/大会新/予選1位 25秒09                                                | 優勝       | 53秒27     | r:+0.64/大会新/予選1位 54秒33                                           |            |            |                                                       | 優勝          | 25秒55        | r:+0.66/大会新/予選1位 25秒91                                                       | 優勝           | 56秒30         | r:+0.67/大会新/予選2位 57秒81                                                    |

### 団体種目
| 所属凡例 | N …日本代表、T …東京都、R …ルネサンス亀戸（2018年からは単にルネサンス）、H …淑徳巣鴨高校 |

| 年齢 | 学年 | 年   | 大会                         | 開催期間  | 所属 | 結果・記録        | 結果・記録             | 結果・記録                                                                                       | 結果・記録        | 結果・記録                | 結果・記録                                                                     | 結果・記録          | 結果・記録                | 結果・記録                                                                        |
| 年齢 | 学年 | 年   | 大会                         | 開催期間  | 所属 | 400m フリーリレー | 400m フリーリレー      | 400m フリーリレー                                                                                | 800m フリーリレー | 800m フリーリレー         | 800m フリーリレー                                                              | 400m メドレーリレー | 400m メドレーリレー       | 400m メドレーリレー                                                               |
| ---- | ---- | ---- | ---------------------------- | --------- | ---- | ----------------- | ---------------------- | ------------------------------------------------------------------------------------------------ | ----------------- | ------------------------- | ------------------------------------------------------------------------------ | ------------------- | ------------------------- | --------------------------------------------------------------------------------- |
| 13   | 中1  | 2013 | 第36回全国JOC夏季大会        | 8/26～30  | R    |                   |                        |                                                                                                  |                   |                           |                                                                                | 7位                 | 4分17秒85 (4泳 58秒26)    | CS区分/予選7位 4分18秒06 (4泳 58秒00)                                             |
| 13   | 中1  | 2014 | 第36回全国JOC春季大会        | 3/27～30  | R    | 7位               | 3分55秒73 (1泳 54秒71) | 1泳で短水路100m自由形の中学記録タイ/13～14歳区分/予選7位 3分55秒93 (4泳 53秒95)                  |                   |                           |                                                                                | 優勝                | 4分07秒58 (4泳 53秒50)    | CS区分/予選2位 4分08秒21 (4泳 55秒00)                                             |
| 14   | 中2  | 2014 | 2014ジュニアパンパシフィック | 8/27～31  | N    | 3位               | 3分45秒53 (2泳 55秒50) | 中学新                                                                                           | 3位               | 8分09秒26 (2泳 2分00秒88) | 中学新                                                                         | 2位                 | 4分04秒11 (4泳 54秒87)    | 中学新                                                                            |
| 14   | 中2  | 2014 | 東京都東部ブロッククラブ対抗 | 11/29～30 | R    |                   |                        |                                                                                                  |                   |                           |                                                                                | 7位                 | 4分11秒19 (3泳 56秒94)    | 大会新/13～14歳区分                                                               |
| 14   | 中2  | 2015 | NSW州オープン選手権          | 2/27～3/1 | N    | 優勝              | 3分43秒79 (1泳 55秒66) | r:+0.66/中学新                                                                                   | 優勝              | 8分13秒44 (4泳 2分06秒45) |                                                                                | 優勝                | 4分04秒73 (4泳 54秒84)    |                                                                                   |
| 14   | 中2  | 2015 | 第37回全国JOC春季大会        | 3/27～30  | R    | 優勝              | 3分44秒04 (4泳 52秒91) | 予選は中学生メンバーで挑み中学新/CS区分/予選2位 3分45秒79 (4泳 52秒68)                           |                   |                           |                                                                                | 2位                 | 4分03秒51 (3泳 56秒52)    | CS区分/予選1位 4分05秒98 (3泳 57秒09)                                             |
| 15   | 中3  | 2015 | 第16回世界水泳選手権         | 8/2～9    | N    | P9                | 3分38秒47 (2泳 54秒63) | r:+0.39                                                                                          | 7位               | 7分54秒62 (2泳 1分57秒70) | r:+0.25/予選6位 7分54秒58 (2泳 1分58秒86)                                      |                     |                           |                                                                                   |
| 15   | 中3  | 2015 | 第5回世界ジュニア            | 8/25～30  | N    | 4位               | 3分41秒67 (2泳 54秒45) | r:+0.25/予選5位 3分46秒17 (4泳 55秒87)                                                           | 6位               | 8分07秒02 (1泳 1分59秒72) | r:+0.54/予選7位 8分09秒36 (1泳 2分01秒11)                                      | 3位                 | 4分03秒10 (3泳 58秒07)    | r:+0.20/予選1位 4分05秒65 (3泳 58秒93)                                            |
| 15   | 中3  | 2015 | 第70回国民体育大会           | 9/11～13  | T    | 優勝              | 3分46秒04 (4泳 54秒37) | 大会新/少年B区分/予選1位 3分49秒61 (4泳 56秒50)                                                  |                   |                           |                                                                                | 優勝                | 4分05秒73 (4泳 54秒18)    | 大会新/少年B区分/予選1位 4分10秒25 (4泳 56秒16)                                   |
| 15   | 中3  | 2015 | 東京都東部ブロッククラブ対抗 | 11/29～30 | R    | 優勝              | 3分45秒95 (4泳 52秒90) | 大会新/予選1泳で100m自由形の中学新/15歳以上区分/予選1位 3分47秒89 (1泳 53秒25)                   |                   |                           |                                                                                | 優勝                | 4分07秒21 (3泳 56秒87)    | 大会新/15歳以上区分                                                               |
| 15   | 高1  | 2016 | 東京都高校選手権             | 6/25～26  | H    | 優勝              | 3分51秒70 (2泳 55秒16) | 全国新                                                                                           |                   |                           |                                                                                | 優勝                | 4分11秒88 (4泳 54秒16)    | 大会新                                                                            |
| 16   | 高1  | 2016 | 三重県選手権                 | 7/9～10   | N    | 特別              | 3分40秒70 (2泳 54秒31) |                                                                                                  | 特別              | 8分06秒65 (1泳 2分00秒98) |                                                                                |                     |                           |                                                                                   |
| 16   | 高1  | 2016 | リオ五輪                     | 8/6～13   | N    | 8位               | 3分37秒78 (2泳 53秒98) | r:+0.41/予選で日本新/予選7位 3分36秒74 (2泳 53秒41)/引継ながら池江は予選で日本記録を上回るタイム | 8位               | 7分56秒76 (4泳 1分58秒25) | r:+0.23/予選7位 7分52秒50 (2泳 1分57秒71)                                      | P10                 | 3分59秒82 (3泳 56秒73)    | r:+0.21/ラップ 26秒42/引継ながら池江は日本記録を上回るタイム                      |
| 16   | 高1  | 2016 | 第84回日本高校選手権         | 8/17～20  | H    |                   |                        |                                                                                                  | 優勝              | 8分09秒76 (3泳 1分57秒28) | 大会新/予選5位 8分19秒89 (3泳 2分01秒66)                                       | 2位                 | 4分08秒84 (4泳 53秒48)    | 予選2位 4分11秒16 (4泳 54秒06)/優勝は今井月を擁する豊川高校                       |
| 16   | 高1  | 2016 | 第39回全国JOC夏季大会        | 8/22～26  | R    | 優勝              | 3分49秒08 (4泳 53秒73) | CS区分/予選2位 3分52秒84 (1泳 56秒02)                                                            |                   |                           |                                                                                | 6位                 | 4分18秒11 (4泳 54秒21)    | CS区分/予選7位 4分19秒14 (1泳 1分03秒62)                                          |
| 16   | 高1  | 2016 | 第71回国民体育大会           | 9/9～11   | T    | 3位               | 3分49秒18 (4泳 53秒89) | 少年B区分/予選3位 3分51秒86 (4泳 55秒37)                                                         |                   |                           |                                                                                | 2位                 | 4分09秒50 (3泳 57秒06)    | 少年B区分/予選2位 4分12秒48 (3泳 58秒49)                                          |
| 16   | 高1  | 2016 | 第10回アジア水泳選手権       | 11/17～20 | N    | 2位               | 3分37秒71 (1泳 53秒72) | 1泳で100m自由形の日本記録に0秒04                                                                 | 2位               | 7分58秒07 (4泳 1分57秒88) |                                                                                | 優勝                | 3分57秒97 (3泳 56秒18)    | 大会新/引継ながら池江は100mバタフライの日本記録を0秒66も上回るタイム              |
| 16   | 高1  | 2016 | 第13回世界短水路選手権       | 12/6～11  | N    | 5位               | 3分34秒09 (1泳 52秒16) | r:+0.69/1泳で100m自由形の高校新/予選8位 3分35秒04 (1泳 52秒69)                                   | 5位               | 7分41秒97 (4泳 1分53秒82) | r:+0.24/日本新                                                                 | 4位                 | 3分50秒28 (3泳 55秒43)    | r:+0.13/日本新/予選2位 3分52秒97 (3泳 56秒74)                                     |
| 16   | 高1  | 2017 | 第39回全国JOC春季大会        | 3/27～30  | R    | 2位               | 3分42秒35 (4泳 51秒56) | CS区分/予選1位 3分45秒11 (3泳 53秒87)                                                            |                   |                           |                                                                                | 2位                 | 4分02秒96 (3泳 55秒59)    | CS区分/予選3位 4分07秒27 (3泳 59秒43))                                            |
| 16   | 高2  | 2017 | 東京都高校選手権             | 6/24～25  | H    | 優勝              | 3分50秒13 (4泳 54秒63) | 大会新                                                                                           | 優勝              | 8分25秒04 (4泳 2分01秒37) |                                                                                | 優勝                | 4分08秒04 (4泳 54秒19)    | 大会新                                                                            |
| 17   | 高2  | 2017 | 第17回世界水泳選手権         | 7/23～30  | N    | 7位               | 3分38秒24 (1泳 54秒59) | r:+0.63/予選7位 3分37秒46 (1泳 54秒09)                                                           | 5位               | 7分50秒43 (2泳 1分57秒38) | r:+0.20/日本新/予選2位 7分53秒67 (2泳 1分58秒53)                               |                     |                           |                                                                                   |
| 17   | 高2  | 2017 | 第6回世界ジュニア            | 8/23～28  | N    | 3位               | 3分40秒59 (3泳 53秒35) | r:+0.24/池江は予選未出場                                                                         | 3位               | 8分02秒09 (2泳 1分56秒54) | r:+0.26/予選4位 8分07秒38 (1泳 1分59秒18)/予選、決勝とも全リレー参加選手中最速 | 3位                 | 3分59秒97 (3泳 56秒94)    | r:+0.24/池江は予選未出場                                                          |
| 17   | 高2  | 2017 | 第72回国民体育大会           | 9/15～16  | T    | 優勝              | 3分42秒40 (3泳 53秒73) | 大会新/少年A区分/予選2位 3分49秒19 (3泳 56秒05)                                                  |                   |                           |                                                                                | 優勝                | 4分04秒93 (4泳 53秒40)    | 少年A区分/池江は予選未出場                                                        |
| 17   | 高2  | 2017 | 東京都東部ブロッククラブ対抗 | 11/18～19 | R    | 優勝              | 3分45秒61 (4泳 51秒65) | 大会新/15歳以上区分/予選1位 3分52秒03 (3泳 53秒35)                                               |                   |                           |                                                                                | 優勝                | 4分06秒11 (2泳 1分06秒29) | 大会新/15歳以上区分/決勝では珍しく平泳ぎを担当した/予選1位 4分13秒64 (4泳 56秒52) |
| 18   | 高3  | 2018 | 第69回関東高等学校選手権     | 7/21～23  | H    | 2位               | 3分47秒55 (3泳 52秒77) | 6位から5人抜きで1位で4泳に引き継ぐ活躍/予選3位 3分51秒78 (4泳 53秒55)                            | 優勝              | 8分10秒47 (3泳 1分55秒47) | 予選5位 8分27秒74 (1泳 2分04秒23)                                              | 優勝                | 4分07秒93 (3泳 56秒61)    | 予選1位 4分11秒30 (3泳 59秒08)                                                    |
| 18   | 高3  | 2018 | パンパシ水泳2018             | 8/9～12   | N    | 4位               | 3分36秒93 (1泳 53秒46) |                                                                                                  | 4位               | 7分48秒96 (2泳 1分54秒69) |                                                                                | 3位                 | 3分55秒03 (3泳 55秒48)    |                                                                                   |
| 18   | 高3  | 2018 | アジア大会2018               | 8/19～24  | N    | 優勝              | 3分36秒52 (1泳 53秒60) |                                                                                                  | 2位               | 7分53秒83 (2泳 1分55秒27) |                                                                                | 優勝                | 3分54秒73 (3泳 55秒80)    |                                                                                   |

## 自己ベスト

### 長水路
| 個人種目 | 種目                   | RT                     | 記録      | 記録                                                                        | 樹立日     | 大会                 | 場所               | 備考                            | 備考                                            | 備考                            |
| -------- | ---------------------- | ---------------------- | --------- | --------------------------------------------------------------------------- | ---------- | -------------------- | ------------------ | ------------------------------- | ----------------------------------------------- | ------------------------------- |
| 個人種目 | 50m自由形              | 0.69                   | 24秒21    |                                                                             | 2018/04/06 | 第94回日本選手権     | 東京辰巳国際水泳場 | 日本記録、高校記録、世界Jr.記録 | 日本記録、高校記録、世界Jr.記録                 | 日本記録、高校記録、世界Jr.記録 |
| 個人種目 | 100m自由形             |                        | 52秒79    | 25.84 - 52.79                                                               | 2018/11/18 | KOSUKE KITAJIMA CUP  | 東京辰巳国際水泳場 | 日本記録、高校記録              | 日本記録、高校記録                              | 日本記録、高校記録              |
| 個人種目 | 200m自由形             | 0.68                   | 1分54秒85 | 27.09 - 56.15 - 1:25.80 - 1:54.85                                           | 2018/08/09 | パンパシ水泳2018     | 東京辰巳国際水泳場 | 日本記録、高校記録              | 日本記録、高校記録                              | 日本記録、高校記録              |
| 個人種目 | 400m自由形             | 0.75                   | 4分09秒29 | 29.22 - 1:01.14 - 1:33.23 - 2:05.94 - 2:37.81 - 3:09.73 - 3:39.77 - 4:09.29 | 2018/02/18 | コナミオープン2018   | 東京辰巳国際水泳場 |                                 |                                                 |                                 |
| 個人種目 | 50mバタフライ          |                        | 25秒11    |                                                                             | 2018/06/10 | ヨーロッパGPカネ大会 | フランス・カネ     | 日本記録、高校記録、世界Jr.記録 | 日本記録、高校記録、世界Jr.記録                 | 日本記録、高校記録、世界Jr.記録 |
| 個人種目 | 100mバタフライ         | 0.70                   | 56秒08    | 25.89 - 56.08                                                               | 2018/08/11 | パンパシ水泳2018     | 東京辰巳国際水泳場 | 日本記録、高校記録              | 日本記録、高校記録                              | 日本記録、高校記録              |
| 個人種目 | 200m個人メドレー       |                        | 2分09秒98 | 27.15 - 1:01.36 - 1:39.36 - 2:09.98                                         | 2017/01/29 | 第10回東京都選手権   | 東京辰巳国際水泳場 | 高校記録、世界Jr.記録           | 高校記録、世界Jr.記録                           | 高校記録、世界Jr.記録           |
| 団体種目 | 種目                   | 種目                   | 記録      | 記録                                                                        | 樹立日     | 大会                 | 場所               | チーム                          | チーム                                          | 備考                            |
| 団体種目 | 400mフリーリレー       | 400mフリーリレー       | 3分36秒52 | 第1泳者 25.68 - 53.60                                                       | 2018/08/19 | アジア大会2018       | ジャカルタ         | 日本                            | 1.池江璃花子 2.酒井夏海 3.青木智美 4.五十嵐千尋 | 大会新                          |
| 団体種目 | 800mフリーリレー       | 800mフリーリレー       | 7分47秒28 | 第2泳者 26.49 - 55.56 - 1:25.40 - 1:54.69                                   | 2018/08/10 | パンパシ水泳2018     | 東京辰巳国際水泳場 | 日本                            | 1.五十嵐千尋 2.池江璃花子 3.白井璃緒 4.大橋悠依 | 日本記録                        |
| 団体種目 | 400mメドレーリレー     | 400mメドレーリレー     | 3分54秒73 | 第3泳者 26.01 - 55.80                                                       | 2018/08/23 | アジア大会2018       | ジャカルタ         | 日本                            | 1.酒井夏海 2.鈴木聡美 3.池江璃花子 4.青木智美   | 日本記録、大会新                |
| 団体種目 | 400m混合フリーリレー   | 400m混合フリーリレー   | 3分24秒78 | 第3泳者 25.71 - 53.50                                                       | 2017/07/29 | 第17回世界水泳選手権 | ブダペスト         | 日本                            | 1.松元克央 2.中村克 3.池江璃花子 4.五十嵐千尋   |                                 |
| 団体種目 | 400m混合メドレーリレー | 400m混合メドレーリレー | 3分40秒98 | 第3泳者 25.45 - 55.53                                                       | 2018/08/09 | パンパシ水泳2018     | 東京辰巳国際水泳場 | 日本                            | 1.入江陵介 2.小関也朱篤 3.池江璃花子 4.青木智美 | 日本記録                        |

### 短水路
| 個人種目 | 種目                   | RT                     | 記録      | 記録                                      | 樹立日     | 大会                       | 場所               | 備考                            | 備考                                          | 備考                            |          |
| -------- | ---------------------- | ---------------------- | --------- | ----------------------------------------- | ---------- | -------------------------- | ------------------ | ------------------------------- | --------------------------------------------- | ------------------------------- | -------- |
| 個人種目 | 50m自由形              | 0.63                   | 23秒95    |                                           | 2017/12/21 | 競泳ローザンヌ杯           | スイス・ローザンヌ | 日本記録、高校記録              | 日本記録、高校記録                            | 日本記録、高校記録              |          |
| 個人種目 | 100m自由形             |                        | 51秒62    | 25.49 - 51.62                             | 2018/01/14 | 東京都新春水泳競技大会     | 東京辰巳国際水泳場 | 日本記録、高校記録              | 日本記録、高校記録                            | 日本記録、高校記録              |          |
| 個人種目 | 200m自由形             |                        | 1分52秒64 | 26.27 - 54.72 - 1:23.50 - 1:52.64         | 2018/01/13 | 東京都新春水泳競技大会     | 東京辰巳国際水泳場 | 日本記録、高校記録              | 日本記録、高校記録                            | 日本記録、高校記録              |          |
| 個人種目 | 50mバタフライ          |                        | 24秒71    |                                           | 2018/01/13 | 東京都新春水泳競技大会     | 東京辰巳国際水泳場 | 日本記録、高校記録、世界Jr.記録 | 日本記録、高校記録、世界Jr.記録               | 日本記録、高校記録、世界Jr.記録 |          |
| 個人種目 | 100mバタフライ         | 0.66                   | 55秒31    | 26.01 - 55.31                             | 2018/11/11 | ワールドカップ東京大会     | 東京辰巳国際水泳場 | 日本記録、高校記録、世界Jr.記録 | 日本記録、高校記録、世界Jr.記録               | 日本記録、高校記録、世界Jr.記録 |          |
| 個人種目 | 100m個人メドレー       | 0.66                   | 57秒75    | 26.20 - 57.75                             | 2017/11/15 | ワールドカップ2017東京大会 | 東京辰巳国際水泳場 | 日本記録、高校記録、世界Jr.記録 | 日本記録、高校記録、世界Jr.記録               | 日本記録、高校記録、世界Jr.記録 |          |
| 個人種目 | 200m個人メドレー       |                        | 2分05秒41 | 26.20 - 57.90 - 1:35.44 - 2:05.41         | 2018/01/14 | 東京都新春水泳競技大会     | 東京辰巳国際水泳場 | 高校記録                        | 高校記録                                      | 高校記録                        |          |
| 団体種目 | 種目                   | 種目                   | 記録      | 記録                                      | 樹立日     | 大会                       | 場所               | チーム                          | チーム                                        | 備考                            |          |
| 団体種目 | 400mフリーリレー       | 400mフリーリレー       | 3分34秒09 | 第1泳者 25.15 - 52.16                     | 2016/12/06 | 第13回世界短水路選手権     | カナダ・ウィンザー | 日本                            | 1.池江璃花子 2.山根優衣 3.大内紗雪 4.青木智美 |                                 |          |
| 団体種目 | 800mフリーリレー       | 800mフリーリレー       | 7分41秒97 | 第4泳者 25.75 - 54.37 - 1:24.07 - 1:53.82 | 2016/12/10 | 第13回世界短水路選手権     | カナダ・ウィンザー | 日本                            | 1.青木智美 2.五十嵐千尋 3.高野綾 4.池江璃花子 | 日本記録                        | 日本記録 |
| 団体種目 | 400mメドレーリレー     | 400mメドレーリレー     | 3分50秒28 | 第3泳者 26.13 - 55.43                     | 2016/12/11 | 第13回世界短水路選手権     | カナダ・ウィンザー | 日本                            | 1.諸貫瑛美 2.寺村美穂 3.池江璃花子 4.青木智美 | 日本記録                        | 日本記録 |
| 団体種目 | 200m混合フリーリレー   | 200m混合フリーリレー   | 1分30秒95 | 第4泳者 23.86                             | 2016/12/07 | 第13回世界短水路選手権     | カナダ・ウィンザー | 日本                            | 1.塩浦慎理 2.伊藤健太 3.大内紗雪 4.池江璃花子 |                                 |          |
| 団体種目 | 200m混合メドレーリレー | 200m混合メドレーリレー | 1分38秒45 | 第3泳者 24.89                             | 2016/12/08 | 第13回世界短水路選手権     | カナダ・ウィンザー | 日本                            | 1.古賀淳也 2.山中祥輝 3.池江璃花子 4.大内紗雪 |                                 |          |

### その他保持している記録
長水路
| 個人種目 | 種目               | RT                 | 記録      | 樹立日     | 大会                       | 場所               | 備考     | 備考     |
| -------- | ------------------ | ------------------ | --------- | ---------- | -------------------------- | ------------------ | -------- | -------- |
| 個人種目 | 50m自由形          | 0.63               | 24秒74    | 2016/02/20 | コナミオープン2016         | 東京辰巳国際水泳場 | 中学記録 | 中学記録 |
| 個人種目 | 100m自由形         |                    | 53秒99    | 2016/01/31 | 東京都選手権               | 東京辰巳国際水泳場 | 中学記録 | 中学記録 |
| 個人種目 | 200m自由形         | 0.70               | 1分58秒01 | 2015/05/22 | ジャパンオープン2015       | 東京辰巳国際水泳場 | 中学記録 | 中学記録 |
| 個人種目 | 50mバタフライ      |                    | 26秒17    | 2015/10/29 | ワールドカップ2015東京大会 | 東京辰巳国際水泳場 | 中学記録 | 中学記録 |
| 個人種目 | 100mバタフライ     | 0.69               | 57秒56    | 2015/10/28 | ワールドカップ2015東京大会 | 東京辰巳国際水泳場 | 中学記録 | 中学記録 |
| 団体種目 | 種目               | 種目               | 記録      | 樹立日     | 大会                       | 場所               | チーム   | 備考     |
| 団体種目 | 400mフリーリレー   | 400mフリーリレー   | 3分43秒79 | 2015/03/01 | NSW州選手権                | シドニー           | 日本     | 中学記録 |
| 団体種目 | 800mフリーリレー   | 800mフリーリレー   | 8分09秒26 | 2014/08/28 | 2014Jr.パンパシフィック    | ハワイ             | 日本     | 中学記録 |
| 団体種目 | 400mメドレーリレー | 400mメドレーリレー | 4分04秒11 | 2014/08/30 | 2014Jr.パンパシフィック    | ハワイ             | 日本     | 中学記録 |

短水路
| 個人種目 | 種目             | RT               | 記録      | 樹立日     | 大会                         | 場所               | 備考                    | 備考                    |                |
| -------- | ---------------- | ---------------- | --------- | ---------- | ---------------------------- | ------------------ | ----------------------- | ----------------------- | -------------- |
| 個人種目 | 50m自由形        |                  | 24秒51    | 2014/11/30 | 東京都東部ブロッククラブ対抗 | 東京辰巳国際水泳場 | 中学記録                | 中学記録                |                |
| 個人種目 | 100m自由形       |                  | 53秒25    | 2015/11/28 | 東京都東部ブロッククラブ対抗 | 東京辰巳国際水泳場 | 中学記録、リレーの第1泳 | 中学記録、リレーの第1泳 |                |
| 個人種目 | 200m自由形       |                  | 1分55秒92 | 2014/10/28 | 日本選手権（25m）            | 東京辰巳国際水泳場 | 中学記録                | 中学記録                |                |
| 個人種目 | 100mバタフライ   |                  | 56秒67    | 2015/11/28 | 東京都東部ブロッククラブ対抗 | 東京辰巳国際水泳場 | 中学記録                | 中学記録                |                |
| 団体     | 種目             | 種目             | 記録      | 樹立日     | 大会                         | 場所               | チーム                  | 備考                    |                |
| 団体     | 400mフリーリレー | 400mフリーリレー | 3分45秒79 | 2015/03/29 | 第37回JOC春季JOカップ        | 東京辰巳国際水泳場 | ルネサンス亀戸          | 中学記録、予選          | 中学記録、予選 |

- 団体種目のラップは池江のタイムのみ記載
- RT＝リアクションタイム

## メディア

### CM
- GMOクリック証券 競泳日本代表応援（2016年 - ）[144][145]
- 東京都 TEAM BEYOND「TEAM BEYOND メンバー募集編type1」「TEAM BEYOND メンバー募集編type2」（2016年11月30日 - ）[146]
- 東京海上日動火災保険
  - 挑戦シリーズ「スイマー応援」篇（2017年7月8日 - ）[147]
  - 1日限定CM（2020年7月4日）[148][149]
- ENEOS ENERGY for ALL「エネルギーソング 水泳編」（2018年10月15日 - ）[150]
- ヤクルト本社 ミルミル「ビフィズス菌はキミの味方/池江さん出演」篇（2020年9月7日 - ）[151]
- ニップン 企業広告「食事は未来へ 篇」（2022年2月1日 - ）[152]

### 著書
- 『もう一度、泳ぐ。』（文藝春秋社、2024年7月11日発売）[153]